# Somewhere Down the Road
Somewhere Down the Road è il quattordicesimo album in studio della cantante statunitense Amy Grant, pubblicato nel 2010.

## Tracce
1. Better Than a Hallelujah – 3:42 (Sarah Hart, Chapin Hartford)
2. Overnight (featuring Sarah Chapman) – 4:24 (Amy Grant, Natalie Hemby, Luke Laird, Audrey Spillman)
3. Every Road – 4:29 (Grant, Wayne Kirkpatrick)
4. Unafraid – 3:26 (Grant, Kirkpatrick)
5. Hard Times – 3:01 (Grant, Ian Fitchuk, Justin Loucks)
6. What Is the Chance of That – 3:27 (Grant, Kirkpatrick)
7. Somewhere Down the Road – 5:08 (Grant, Kirkpatrick)
8. Third World Woman – 3:01 (Grant, Chris Eaton)
9. Find What You're Looking For – 4:25 (Grant, Mindy Smith)
10. Come Into My World – 3:25 (Grant)
11. Arms of Love (2010 Version) – 2:59 (Grant, Gary Chapman, Michael W. Smith)
12. Medley: Imagine / Sing the Wondrous Love of Jesus – 5:18 (Bart Millard / Grant)

Versione estesa
1. Overnight (Dyna Mix) (featuring Sarah Chapman) – 4:24 (Grant, Hemby, Laird, Spillman)
2. Overnight (Aircandy Mix) (featuring Sarah Chapman) – 4:28 (Grant, Hemby, Laird, Spillman)
3. Turn, Turn, Turn – 3:09 (Book of Ecclesiastes, Pete Seeger)
4. Better Than a Hallelujah (Ambient Mix) – 3:31 (Hart, Hartford)
5. Better Than a Hallelujah (Video) – 3:57 (Hart, Hartford)